# Saint-Denis-sur-Sarthon
 Saint-Denis-sur-Sarthon  es una población y comuna francesa, situada en la región de Baja Normandía, departamento de Orne, en el distrito de Alençon y cantón de Alençon-1.

## Demografía
| 888 | 958 | 967 | 957 | 1053 | 971 | 1062 |
| Para los censos de 1962 a 1999 la población legal corresponde a la población sin duplicidades (Fuente: INSEE [Consultar]) |     |     |     |      |     |      |